# کیاستولیت
کیاستولیت  (به انگلیسی: Chiastolite) با فرمول شیمیایی Al[16]Al[5][O-SiO4] از مجموعه کانی هاست و از واژه کیاستوس اخذ شده‌است. به سختی در اسیدها حل می‌شود. Al2O۳:۶۲٫۹۳٪  SiO۲:۳۷٫۰۷٪  وادخال هایMn (مشابه ویریدین) برای اولین بار در انگلستان کشف شد و از نظر شکل بلور: منشوری، رنگ: سبز - قهوه‌ای تیره، شفافیت: غیر شفاف، شکستگی: نامنظم، جلا: شیشه‌ای - چرب - مات، رخ: ضعیف - مطابق با سطح، سیستم تبلور: ارترومبیک و در رده‌بندی سیلیکات است  و منشأ تشکیل آن دگرگونی - پگماتیتی است.
همایند کانی‌شناسی (پارانژ) آن تورمالین- روتیل- کوارتز- تورمالین- گارنت است
، از نظر ژیزمان بلوری - آگرگات دانه‌ای - فشرده - رشته‌ای - شعاعی غربی، اسپانیا، روسیه، الجزایر، فرانسه و انگلستان یافت می‌شود.

## منبع
- پردیس کشاورزی ایران